# Bunte Götter

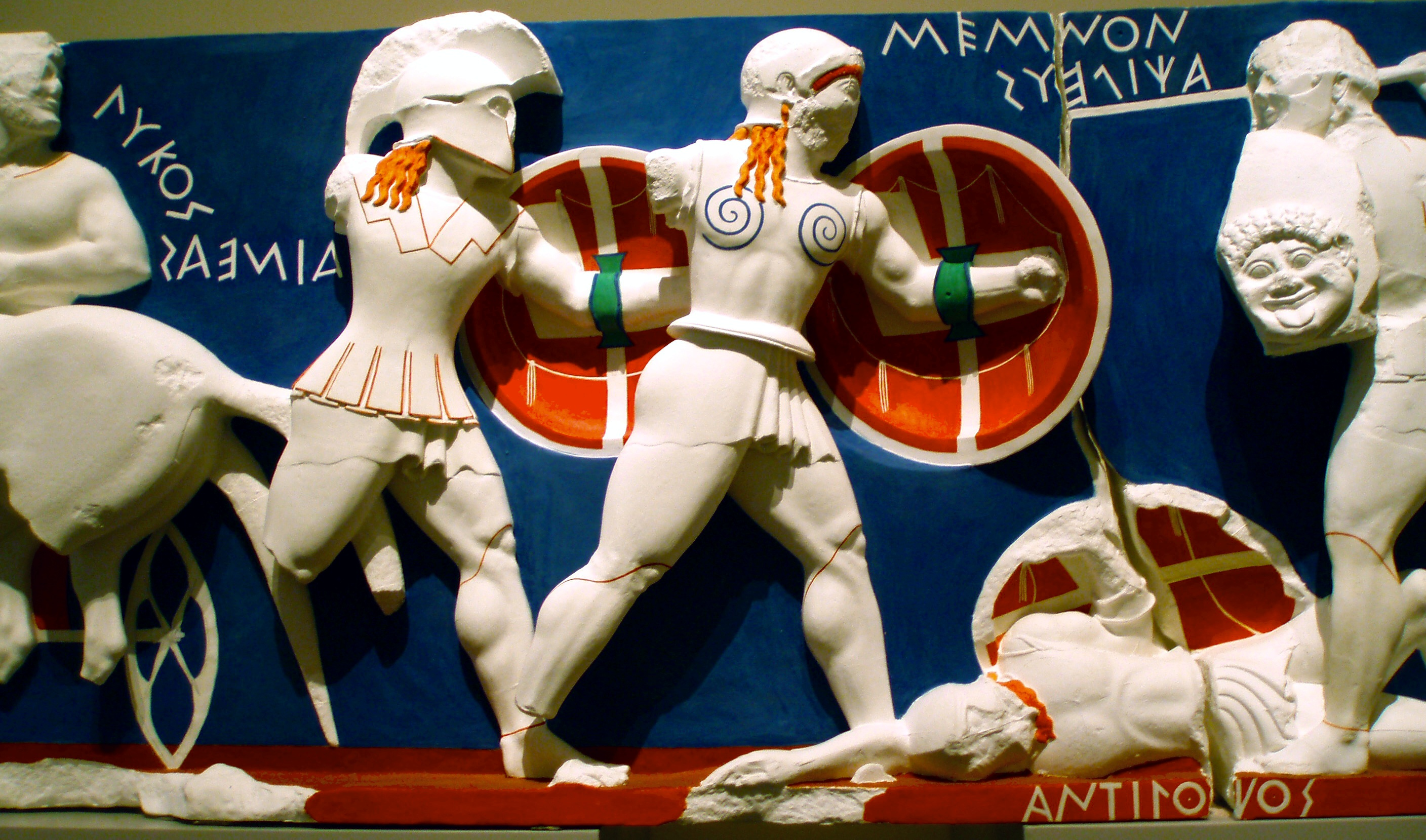
Reconstituição de parte do friso do Tesouro de Sífnos, no Santuário de Apolo em Delfos

Bunte Götter, ou Deuses Coloridos, é uma exposição de arte produzida pela Gliptoteca de Munique em 2003 e que desde então excursionou por vários museus da Europa.
A mostra teve colaboração da Gliptoteca Ny Carlsberg de Copenhague e dos Museus Vaticanos, e apresentou o resultado de pesquisas recentes em torno da pouco divulgada prática dos gregos antigos de pintar a superfície de suas obras de escultura, seja no todo, seja apenas em detalhes. Contudo, como essa policromia se desgastou com o passar do tempo, os antiquários do Renascimento, período quando começou a se apreciar novamente a obras clássicas, não se deram conta de sua existência, e passou-se a crer que toda a escultura da Grécia Antiga havia sido produzida com seus materiais deixados aparentes. Mais tarde o erro foi detectado, embora tenha-se preferido ignorar o assunto, já que para as culturas neoclássica e romântica dos séculos XVIII e XIX o branco simbolizava a pureza e perfeição que imaginavam encontrar nas formas esculturais da Grécia Antiga. O tema permaneceu um arraigado tabu, tanto que praticamente toda a produção escultural em mármore - o material mais "nobre" - permanecia com seu material aparente para que emulasse melhor as prezadas obras da antiguidade.
Quebrando esta tendência que já havia se provado enganosa, aquelas instituições produziram uma série de réplicas de estátuas e relevos dos períodos arcaico e clássico da Grécia a fim de receberem cores como as que se julgou possuírem em sua origem. Tal iniciativa se baseou em pesquisas realizadas por um grupo de cientistas e os arqueólogos Ulrike e Vinzenz Brinkmann, usando equipamentos de luz ultravioleta, microscópios e outros aparatos de alta sensibilidade, capazes de detectar resíduos de pigmento que ainda permaneciam sobre muitos exemplares da escultura da antiguidade.
As réplicas com suas cores novas (ou em verdade antigas) foram expostas lado a lado aos originais antigos, que perderam toda a cor ao longo dos séculos, com resultados surpreendentes e fascinantes. A exposição recebeu cobertura da mídia, e contribuiu para um processo de reeducação do olho contemporâneo para uma apreciação mais completa e verdadeira da arte grega daqueles tempos.

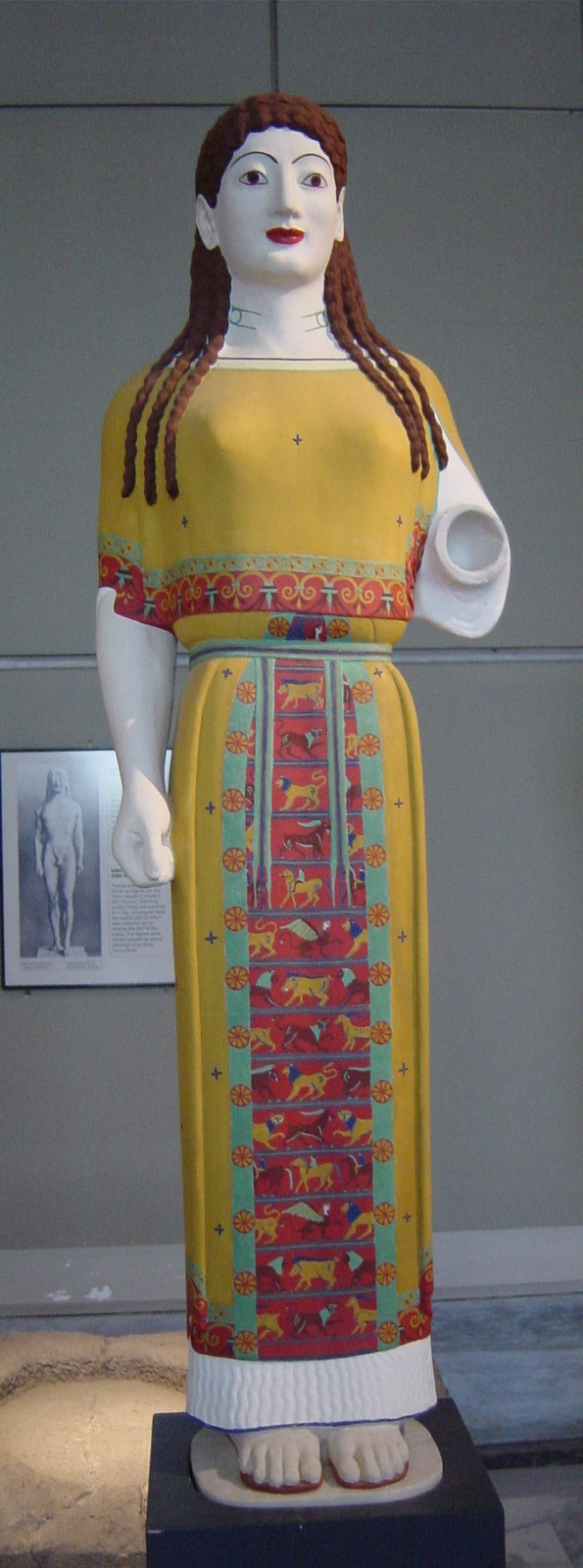
Kore arcaica
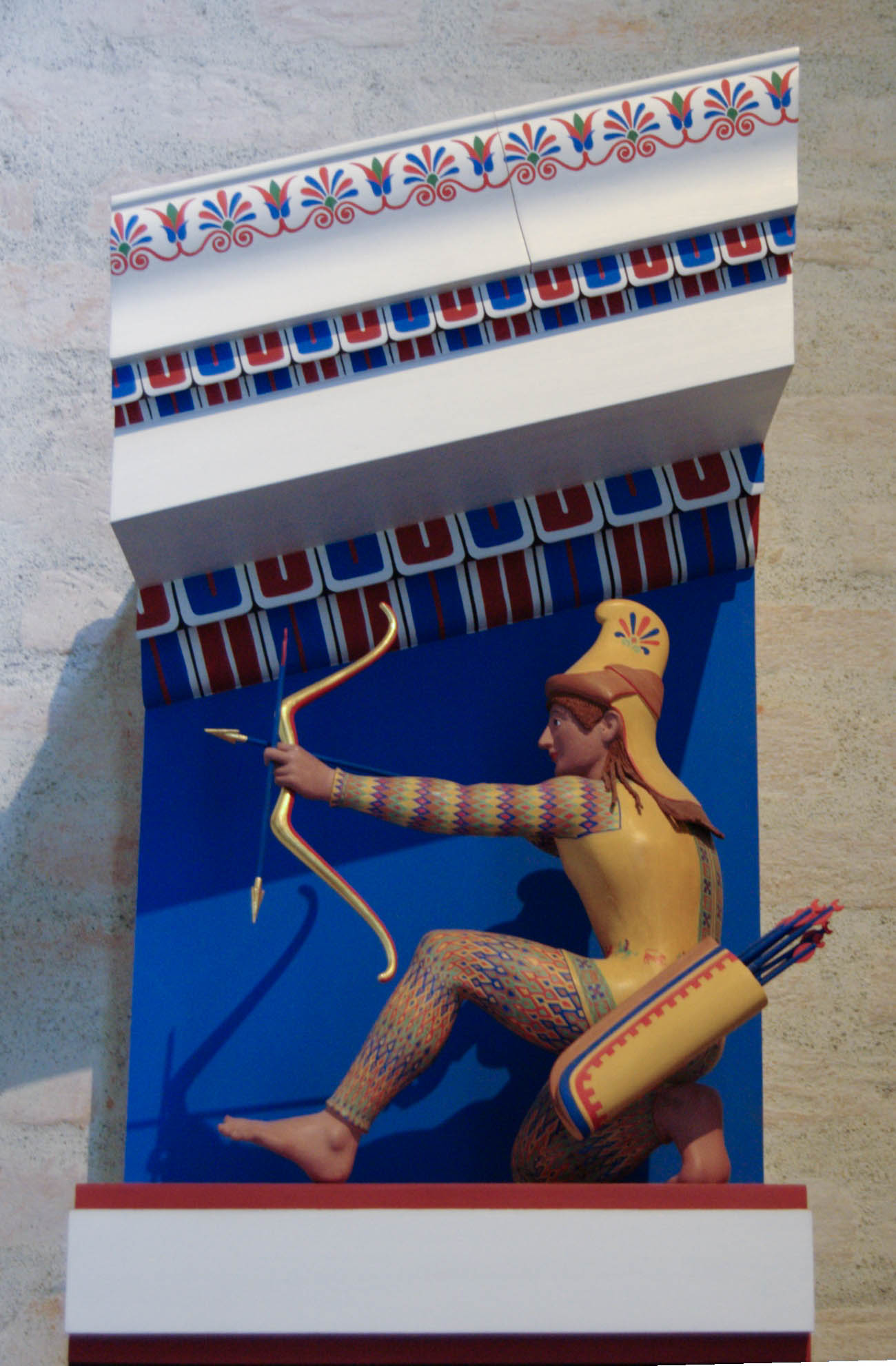
Fragmento do frontão do Templo de Afaia
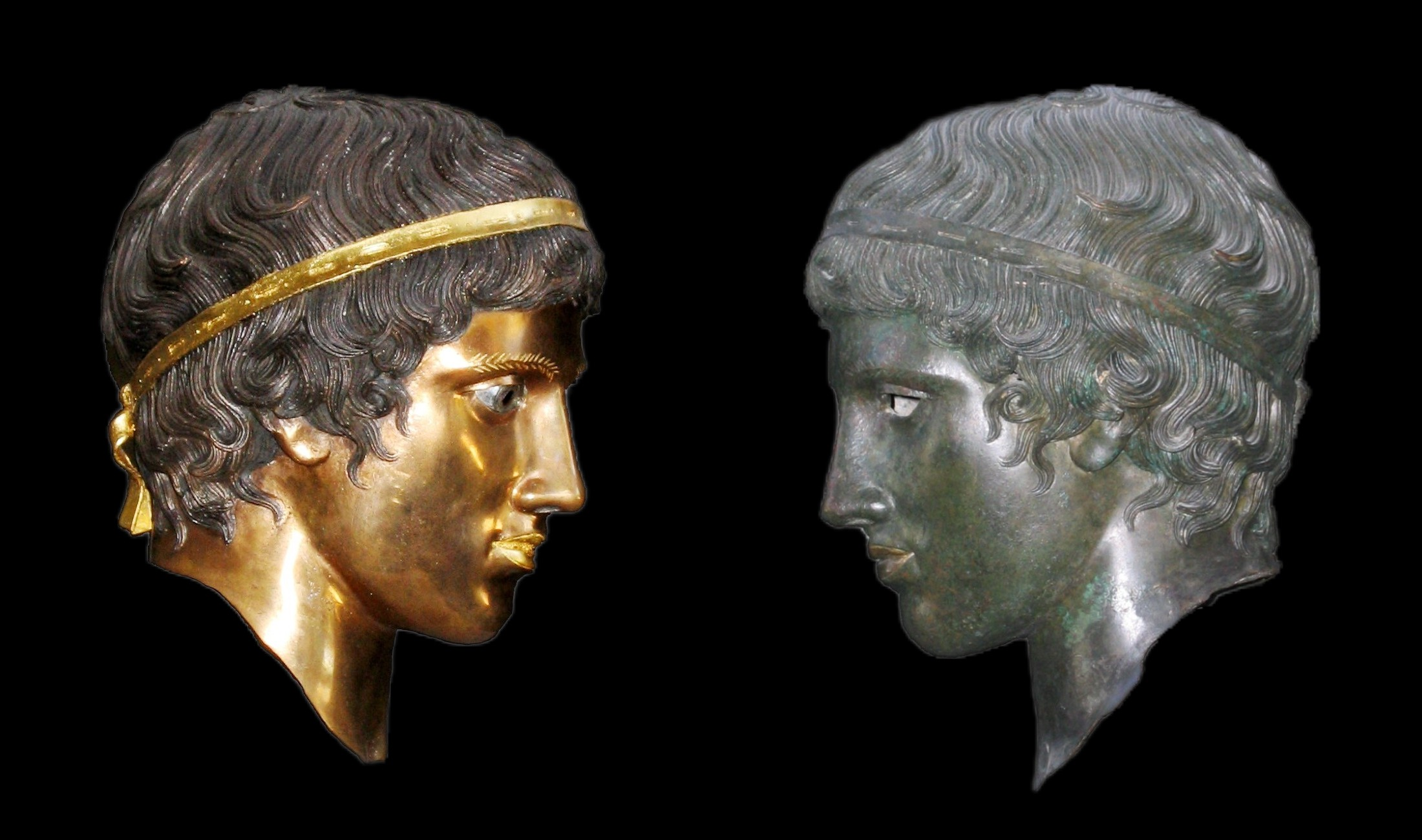
Reconstituição moderna e original antigo de cabeça grega
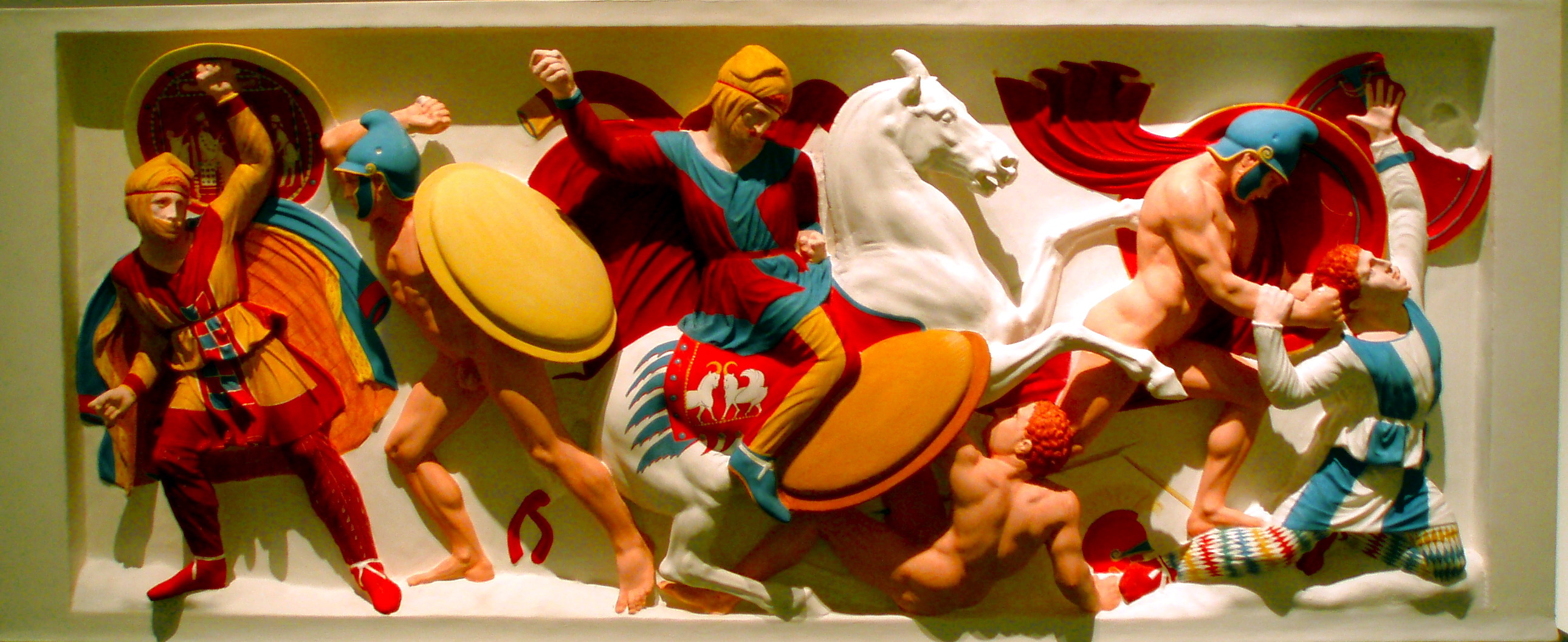
Reconstituição da policromia do sarcófago de Alexandre Magno